# Omar Gamal
Omar Mohamed Gamal Kamel (ur. 1 listopada 1982 w Nag Hammadi) – piłkarz egipski grający na pozycji napastnika.

## Kariera klubowa
Piłkarską karierę Gamal rozpoczął w klubie Aluminium Nag Hammadi, w barwach którego zadebiutował w 2001 roku w drugiej lidze. W zespole tym występował do 2003 roku i wtedy trafił do pierwszoligowego Ismaily SC. W Ismaily od samego początku wywalczył miejsce w wyjściowym składzie. W 2004 roku zajął z nim 3. miejsce w lidze, a w 2005 - 4., podobnie jak w 2006. W 2007 roku znów zakończył sezon z Ismaily na najniższym stopniu podium. W 2008 i 2009 roku został wicemistrzem kraju.
Jesienią 2013 grał w libijskim Al-Ahly Benghazi, a wiosną 2014 w Zamaleku, z którym zdobył Puchar Egiptu. Latem 2014 trafił do El Mokawloon SC. Następnie ponownie grał w Ismaily FC, a w 2018 kończył karierę w Ceramica FC.

## Kariera reprezentacyjna
W reprezentacji Egiptu Gamal zadebiutował w 2007 roku. W 2008 roku Hassan Shehata powołał go na Puchar Narodów Afryki 2008.